# Burg Abenberg
Die Burg Abenberg steht über dem gleichnamigen mittelfränkischen Städtchen Abenberg im bayerischen Landkreis Roth. Die Höhenburg wird gelegentlich als die Krone des Rangaues bezeichnet.

## Geschichte

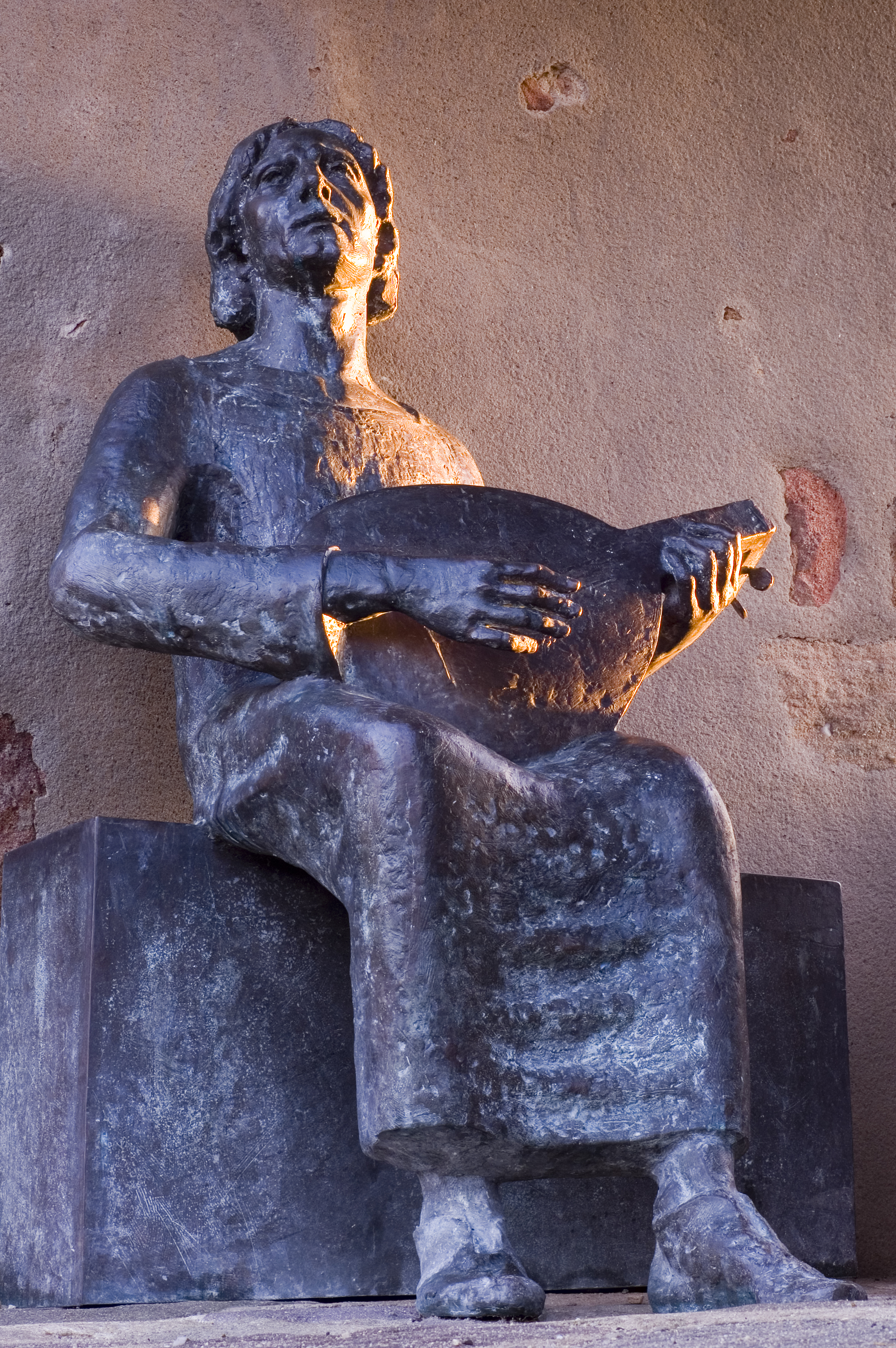
Die Statue von Wolfram von Eschenbach ziert die Burgmauer

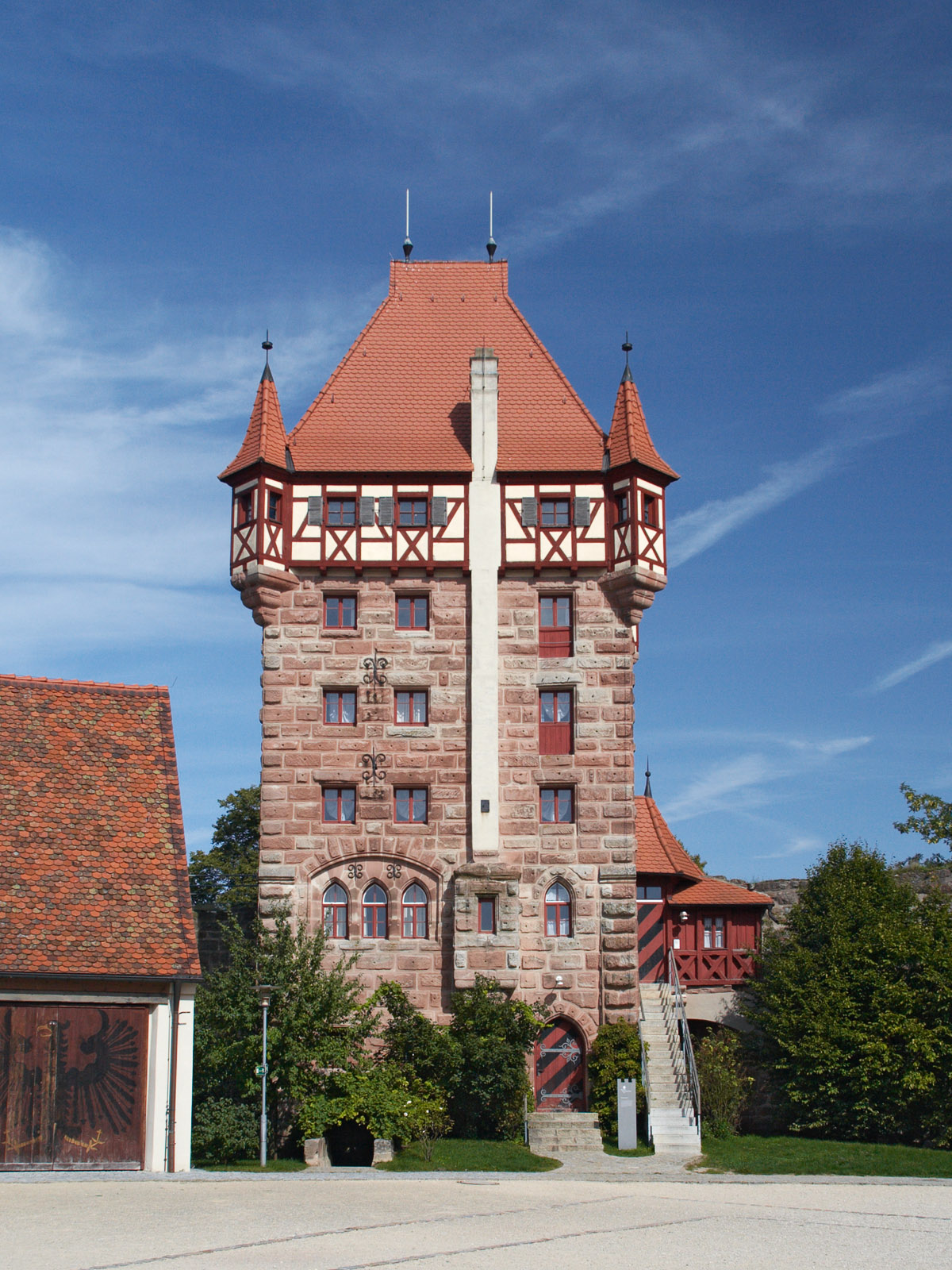
Der nach Anton Schott benannte Schottenturm

Im 11. Jahrhundert tauchte das Geschlecht der Abenberger auf. Unter Graf Adalbert II. (vor 1040 bis nach 1059) wurde die erste Burg weitgehend aus Holz erbaut. Unter Graf Rapoto (1122–1172) wurde sie zwischen 1130 und 1140 durch eine der imposantesten Steinburgen Bayerns (40 × 40 Meter) ersetzt. Das Abenberger Adelsgeschlecht, dessen letzter Graf Friedrich II. aufgrund seiner während des Kreuzzugs Friedrich Barbarossas gezeigten Tapferkeit von Tannhäuser als „jugendlicher Held von Abenberc“ verewigt wurde, starb um 1200 aus.
1236 kamen Stadt und Burg durch vormalige Heirat Sophia von Raabs an die Hohenzollern, die damaligen Burggrafen von Nürnberg (siehe auch Konrad IV.), nachdem die männliche Linie der Abenberger mit Graf Friedrich II. erloschen war. 1230–1250 ersetzten die Nürnberger den salierzeitlichen Bau durch einen teilweisen Neubau, den sie aber kaum benutzten. Dazu wurde die Ringmauer abgebrochen und die Hauptburg auf die doppelte Größe erweitert. Die Frontseite wurde verdickt und am Südosteck das wehrhafte Burgtor errichtet. Die damals errichtete Ringmauer ist der älteste erhaltene Teil der Burg.
1296 wurde die Burg an das Fürstbistum Eichstätt verkauft, das dort ein Pflegamt einrichtete und das schwachbefestigte Nordwesteck durch einen Viereckturm verstärkte.
Im 15., 16. und 17. Jahrhundert erfolgte eine Reihe von Umbauarbeiten. So wurde ab 1496 die Ostfront mit neuen Pflegerbauten versehen. Im Burginneren entstanden neue Wirtschaftsbauten. In der Folgezeit verfiel die Burg. 1799 stürzte die St.-Otmars-Kapelle ein.
1806 kam durch die Säkularisation das Königreich Bayern in den Besitz der Burg und verkaufte diese zum Abbruch an Max Freiherr von Welden. Erst 1875 erwarb der Münchener Kunsthändler K. J. Zwerschina Burg Abenberg und rettete die Burg vor der totalen Zerstörung. Einige Türme, wie den 33 Meter hohen Luginsland, baute er wieder auf. Der nächste Besitzer, der Kammersänger Anton Schott führte das Werk Zwerschinas zwischen 1881 und 1913 fort. Danach jedoch verfiel die Burg erneut.
Die Stadt Abenberg erwarb 1982 zunächst eine Hälfte der Burg und 1984 den Rest. Um Sanierung und Unterhalt finanzieren zu können, gründete sie am 8. März 1986 zusammen mit dem Landkreis Roth und dem Bezirk Mittelfranken den Zweckverband Burg Abenberg, der die Burg als Eigentümer übernahm. Das Ziel war, das Baudenkmal zu erhalten und kulturell zu beleben. Es wurde ein Betriebskonzept in Form eines Museums und eines Gastronomiebetriebs erarbeitet.
Im gleichen Jahr begannen umfangreiche Sanierungsarbeiten, die bis Mitte der 1990er Jahre dauerten und denen sich weitere Aus- und Umbauarbeiten anschlossen, die 2001 mit der Eröffnung des Klöppelmuseums ihren Abschluss fanden. Während der Arbeiten fanden 1988 bis 1992 Ausgrabungen statt, die Auskunft über die baugeschichtlichen Stufen gaben.

## Grabungsergebnisse
Durch Keramikfunde und Pfostenlöcher konnte 1991 die erste hölzerne Burg nachgewiesen werden, die auf das 11. Jahrhundert datiert wird. Eine Rekonstruktion der Anlage ist allerdings nicht mehr möglich.
Die erste Steinburg entstand in der ersten Hälfte des 12. Jahrhunderts und bestand aus einer 40 × 40 Meter großen Hauptburg. Der Hauptbau war ein freistehender Wohnturm mit einer Grundfläche von 15,6 × 14,6 Metern, der sich in der Mitte des Burghofs erhob. Das Mauerwerk war 2,5 Meter dick und bestand aus Sandsteinquadern. Direkt südlich der Hauptburg erstreckte sich ein großer Anger, den Wolfram von Eschenbach in Parzival mit „anger ze abenberc“ als Turnierwiese beschreibt und sich über deren schlechten Zustand beklagt. Der Anger war die einzige auf bayerischen Burgen nachgewiesene Turnierwiese.

## Heute

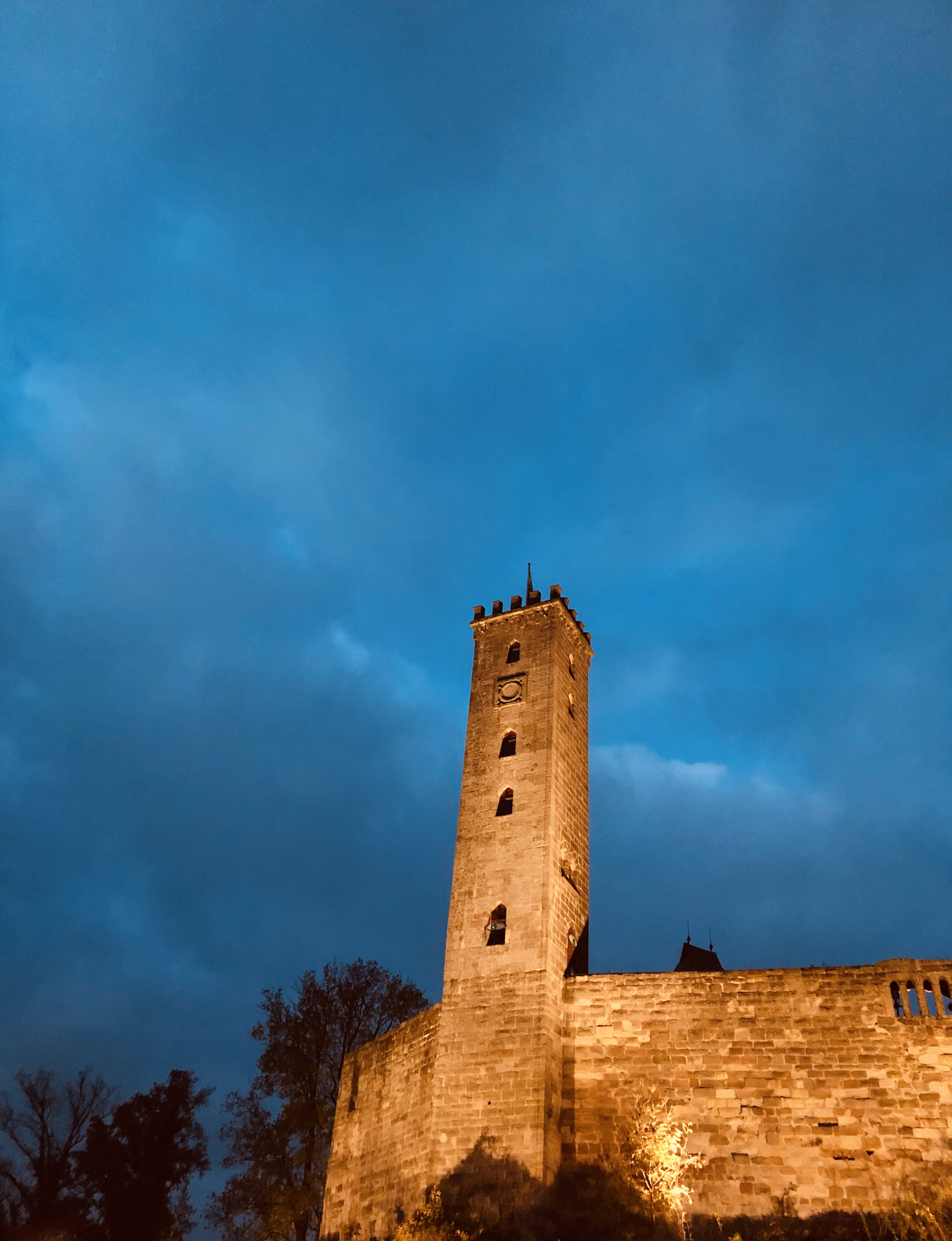
Die Burg bei Nacht

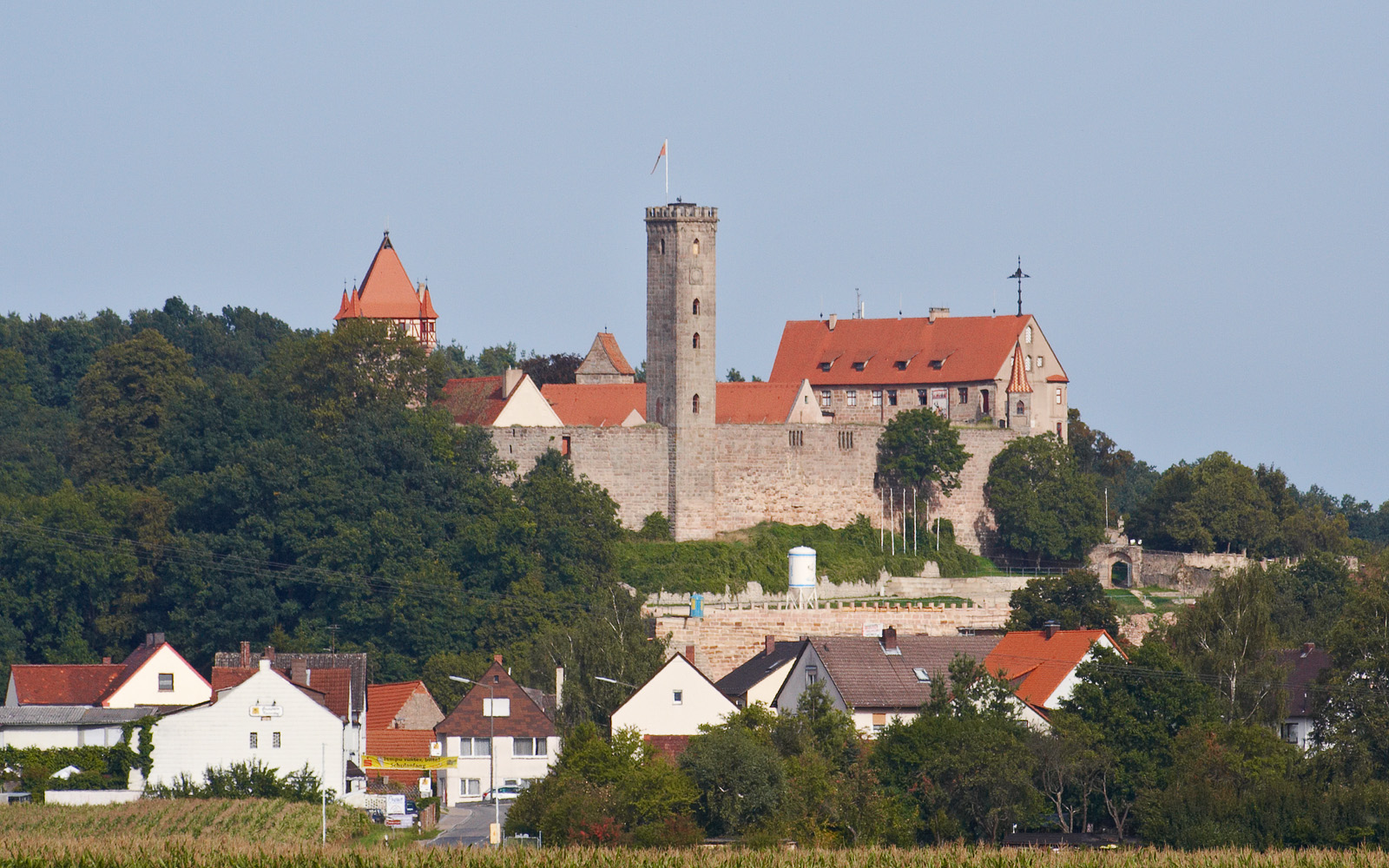
Burg Abenberg über der Stadt

Die Burg beherbergt ein Restaurant, das Burghotel, ein Tagungszentrum sowie das Haus fränkischer Geschichte und das Klöppelmuseum Abenberg.
Jedes Jahr finden im Sommer im Rahmen des Burg Abenberg Open Airs diverse Konzerte und das Feuertanz-Festival auf dem Burggelände statt.

## Sonstiges
- Im zwölften Album der französisch-belgischen Comic-Serie Michel Vaillant von Jean Graton, Die Ritter von Königsfeld, hat die fiktive Burg Königsfeld das Aussehen der Burg Abenberg. In dem Comic befinden sich viele detaillierte Zeichnungen der Burganlage. Jean Graton hatte sich zwei Tage auf der Burg aufgehalten, um photographische Vorlagen für die Zeichnungen anzufertigen. Das Comic-Album entstand 1965.
- Die Burg war mehrmals Arbeitsort eines Turmschreibers. Reinhard Knodt logierte vom 12. September bis 10. Oktober 2004 im Ostturm. Knodt arbeitete in dieser Zeit literarisch, besuchte öffentliche Veranstaltungen und trug Werke bei Lesungen in Literaturzirkeln und in Schulen vor.[2] 2007 folgte ihm Gerd Scherm in der Tätigkeit als Turmschreiber.[3]